# Хюга
Хюга (на датски и норвежки: hygge) е датска и норвежка дума за чувство на уют, удовлетворение и сигурност.
Думата е присъща както за датската, така и за норвежката култура, но най-често се свързва главно с първата. Акцентът върху хюга като основна характеристика на датската култура е скорошно явление, датиращо от края на XX век.